# Patriarca de Antioquia

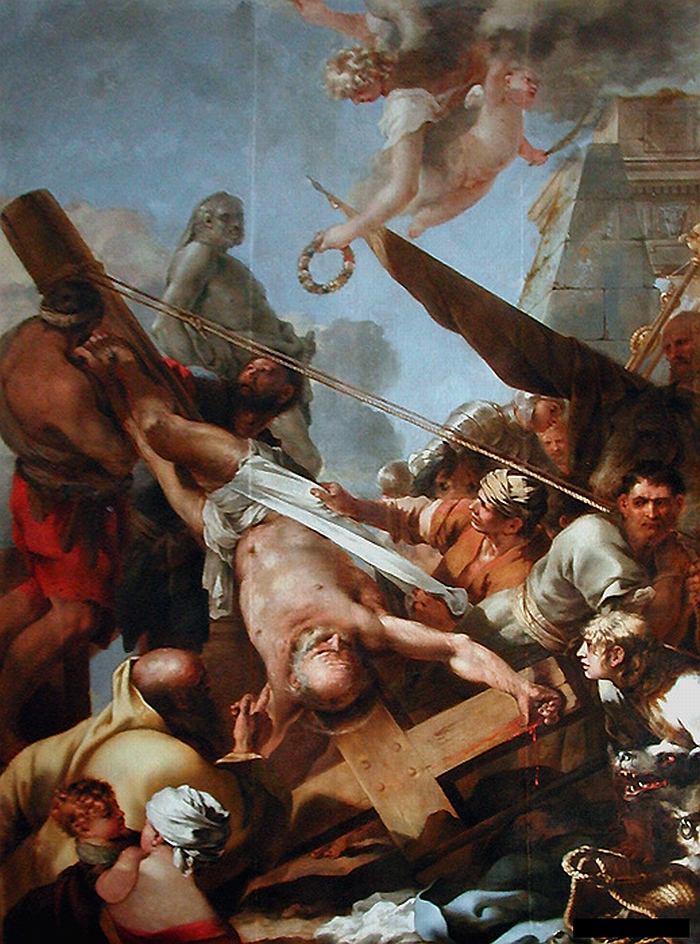
A crucificação de São Pedro (Autor desconhecido, Catedral de Notre-Dame de Paris,1643).

Patriarca de Antioquia é um título tradicional mantido pelo bispo de Antioquia (atual Antáquia, Turquia). Como o "supervisor" tradicional (ἐπίσκοπος, episkopos, do qual a palavra bispo é derivada) da primeira comunidade cristã gentia, a posição tem sido de primordial importância no Cristianismo paulino desde seu período inicial. Esta diocese é uma das poucas para as quais os nomes de seus bispos desde os primórdios apostólicos foram preservados. Hoje cinco Igrejas usam o título de Patriarca de Antioquia: uma Ortodoxa Oriental (a Igreja Ortodoxa Siríaca); três católicos orientais (as Igrejas maronita, siríaca católica e melquita greco-católica) e uma Ortodoxa (a Igreja Ortodoxa Grega de Antioquia).
Segundo a tradição da Igreja pré-congregacional, este antigo patriarcado foi fundado pelo Apóstolo Pedro. A sucessão patriarcal foi disputada na época do cisma meleciano em 362 e novamente após o Concílio de Calcedônia em 451, quando havia melquitas rivais e pretendentes não calcedonianos à sé. Após uma disputa de sucessão no século VII na Igreja melquita, os maronitas começaram a nomear um patriarca maronita também. Após a Primeira Cruzada, a Igreja Católica Romana começou a nomear um patriarca da Igreja Latina de Antioquia, embora este se tornasse estritamente titular após a queda de Antioquia em 1268, e foi abolida completamente em 1964. No século XVIII, as disputas de sucessão nas Igrejas Ortodoxa Grega e Ortodoxa Siríaca de Antioquia levaram facções dessas Igrejas a entrar em comunhão com Roma sob pretendentes ao patriarcado: respectivamente o patriarca greco-católico melquita de Antioquia e o patriarca siríaco-católico de Antioquia. Suas respectivas contrapartes ortodoxas são o patriarca ortodoxo grego de Antioquia e o patriarca siríaco ortodoxo de Antioquia.

### Patriarcado de Antioquia
Antioquia foi e é um dos grandes centros do Cristianismo desde os tempos do Novo Testamento. A origem da Comunidade cristã de Antioquia data do tempo dos apóstolos e a sua importância como centro desta comunidade sempre foi reconhecida.
O mundo do Império Romano era dividido em grandes centros urbanos, nos quais a Igreja assumiu um papel preponderante dentro da sua estrutura política. De início Antioquia foi a primeira cidade-rainha, capital do Império Romano do Oriente, estendendo a sua jurisdição eclesiástica e influência ao Oriente.
Por razões administrativas a Igreja foi organizada por distritos eclesiásticos:
- Patriarcado de Roma;
- Patriarcado de Antioquia;
- Patriarcado de Alexandria;
- Patriarcado de Jerusalém;
- Patriarcado de Constantinopla.

Cada um destes cinco antigos Patriarcados foi centralizado numa cidade particular, porém a Igreja controlava exaustivamente cada uma destas dioceses. A Pentarquia era o poder exercido separado e conjuntamente pelos cinco Patriarcas.
O trono da Igreja manteve-se unido até o cisma que rasgou a veste inconsútil, com a separação entre Constantinopla e Roma em 1054.

## História

### Primeiros cristãos
Nos tempos romanos, Antioquia era a principal cidade da Província Romana da Síria, e a quarta maior cidade do Império Romano, depois de Roma, Éfeso e Alexandria.
A Igreja em Antioquia foi a primeira a ser chamada de "cristã", de acordo com Atos. Segundo a tradição, Pedro fundou a Igreja e foi o primeiro bispo da cidade, antes de ir a Roma para ali fundar outra Igreja. Inácio de Antioquia (falecido em 107), contado como o terceiro bispo da cidade, foi um proeminente pai apostólico. No século IV, o bispo de Antioquia havia se tornado o bispo mais antigo em uma região que abrangia o atual leste da Turquia, Líbano, Israel, Palestina, Síria, Jordânia, Iraque e Irã. Sua hierarquia servia ao maior número de cristãos do mundo conhecido naquela época. Os sínodos de Antioquia se reuniram em uma basílica com o nome de Juliano, o Mártir, cujas relíquias continham.
Apesar de ter sido ofuscado em autoridade eclesiástica pelo Patriarca de Constantinopla nos últimos anos do Império Romano do Oriente, o patriarca antioquino permaneceu o mais independente, poderoso e confiável dos patriarcas orientais. A Igreja de Antioquia era um centro de aprendizado cristão, perdendo apenas para Alexandria. Em contraste com a cristologia de influência helenística de Alexandria, Roma e Constantinopla, a teologia antioquena foi muito influenciada pelo judaísmo rabínico e por outros modos de pensamento monoteísta da Ásia Ocidental, enfatizando a substância divina única e transcendente (οὐσία), o que, por sua vez, levou ao adocionismo em certos extremos e à clara distinção de duas naturezas de Cristo (δύο φύσεις: diofisismo): uma humana, a outra divina. Por fim, em comparação com os patriarcados de Constantinopla, Roma e Alexandria, que por várias razões ficaram atolados na teologia da religião do Estado imperial, muitos de seus patriarcas conseguiram transpor a divisão entre as controvérsias da cristologia e a unidade imperial por meio de sua piedade e compreensão direta. do pensamento cristão primitivo que estava enraizado nos primórdios da Igreja primitiva.

### Antioquia e os Concílios ecumênicos
No princípio do século V, a Igreja de Antioquia e sua hegemonia eclesiástica havia estendido a Chipre, Palestina, Arábia e Mesopotâmia. Todos debaixo da influência antioquena, assomando às Igreja da Geórgia e Igreja da Pérsia, que sobre a dependência da é principal; a Igreja de Antioquia, cresceram muito. Mas não demorou muito apareceram os conflitos doutrinários dentro da Igreja.
No ano de 431, Nestório, Arcebispo de Constantinopla, que era natural de Antioquia, foi condenado pelo I Concílio de Éfeso por heresia. A Igreja de Antioquia reconheceu sua condenação mas não pode evitar o aparecimento da Igreja Nestoriana, quebrando assim a unidade ortodoxa.
No século VI a heresia monofisista se opôs a Cirilo de Alexandria, ganhou muitos adeptos na Síria e outras regiões do Império. Como no caso de Nestório, muitos cristãos, incluindo cristãos de Antioquia, se opuseram à condenação e estabeleceram a heresia monofisista, chamada também de Jacobita, o que afetou a unidade da Igreja de Antioquia.
Ao mesmo tempo a extensão geográfica da Igreja antioquena foi se reduzindo. Por decisão dos Concílios Ecumênicos, em 431 a Igreja de Chipre conseguiu sua independência de Antioquia e em 451 a Igreja de Jerusalém estabeleceu sua jurisdição sobre a Palestina e Arábia.
Nos primeiros anos do século VII o Império Bizantino foi atacado pelos Persas da Dinastia Sassânida, que governou a Pérsia entre 224 e 651), e então quando se trata de estabelecer uma unidade entre os jacobitas monofisistas contra os invasores o Imperador Bizantino Heráclio (610-641), propôs a comprometida doutrina do Monotelismo. Porém a Ortodoxia não aceitou tal proposição político-religiosa que ia contra a Fé e durante o Terceiro Concílio de Constantinopla, ocorrido em 680-681, o Monotelismo foi excomungado, como doutrina herética. Neste tempo apareceram, através de acirradas disputas, no bom sentido, duas Escolas: A Escola de Antioquia e a Escola de Alexandria.

### o cisma calcedoniano
As controvérsias cristológicas que se seguiram ao Concílio de Calcedônia em 451 resultaram em uma longa luta pelo Patriarcado entre os que aceitaram e os que rejeitaram o Concílio. A questão chegou ao auge em 512, quando um sínodo foi convocado em Sidon pelos não calcedônios, o que resultou na substituição de Flaviano II (um calcedônio) como Patriarca por Severo (um não calcedônio). Os não calcedônios sob Severo eventualmente passaram a ser chamados de Igreja siríaca, que continuou a nomear seus próprios patriarcas siríacos de Antioquia. Os calcedônios se recusaram a reconhecer a demissão e continuaram a reconhecer Flaviano como patriarca formando uma estrutura eclesiástica concorrente, a Igreja grega. A partir de 518, com a morte de Flaviano e a nomeação de seu sucessor, a Igreja de Calcedônia tornou-se conhecida como Igreja de Antioquia dos Bizantinos (Rūm). Na Idade Média, à medida que a Igreja Bizantina de Antioquia se tornava cada vez mais dependente de Constantinopla, ela começou a usar o rito bizantino.
Os cismas internos, como aquele sobre o monofisismo, foram seguidos pelas conquistas islâmicas que começaram no final do século VII, resultando na autoridade eclesiástica do patriarca se envolvendo na política da autoridade imperial e posteriormente na hegemonia islâmica. Sendo considerado independente do poder muçulmano bizantino e árabe, mas em essência ocupado por ambos, o poder de fato dos patriarcas antioquinos desapareceu. Além disso, a cidade sofreu vários desastres naturais, incluindo grandes terremotos ao longo dos séculos IV e VI e conquistas anticristãs começando com os persas zoroastrianos no século VI, depois pelos árabes muçulmanos no século VII, antes que a cidade pudesse ser recuperada pelo Império Bizantino em 969.

### O grande cisma
Ao longo dos séculos, surgiram diferenças entre a Igreja no Oriente e no Ocidente, como o uso de pães ázimos para a Eucaristia no Ocidente ou a adição do filioque ao Credo Niceno pelo Papa Sérgio IV. O cisma resultante, o Grande Cisma, muitas vezes foi datado da missão de 1054 do Cardeal Humberto a Constantinopla, quando Humberto excomungou o Patriarca de Constantinopla, Miguel I Cerulário, que por sua vez excomungou o Papa e o removeu dos dípticos. Conseqüentemente, dois grandes grupos cristãos que romperam a comunhão tornaram-se duas frações: uma facção, agora identificada como a Igreja Católica Romana, representava o Ocidente latino sob a liderança do papa; a outra facção, agora identificada como a Igreja Católica Ortodoxa, representava o Oriente grego sob a autoridade colegial dos patriarcas de Antioquia, Jerusalém, Constantinopla e Alexandria. Essa divisão, no entanto, provavelmente era conhecida apenas entre clérigos superiores que lhe davam pouca importância ou esperavam que fosse superada em breve.
Assim como nos patriarcados de Alexandria e Jerusalém, a comunicação entre Roma e Antioquia não era tão fácil quanto entre Roma e Constantinopla. No entanto, existe documentação entre Antioquia e Roma, como quando em 1052 o patriarca Pedro III enviou notícias de sua nomeação a Leão IX e pediu-lhe que enviasse uma profissão de fé, pois os papas não eram comemorados nos dípticos há 30 anos. Depois que Miguel I Cerulário excomungou a Igreja Latina em 1054, informou também a Pedro III cuja resposta mostra a falta de importância que ele e muitos outros mantinham em relação aos eventos de 1054; Pedro sustentou que os latinos eram seus irmãos, mas que seu pensamento era propenso a erros e que, como bárbaros, deveriam ser dispensados de uma compreensão precisa da Ortodoxia. Em 1085, a cidade foi capturada pelo Sultanato de Rum, mas foi permitido que João, o Oxite, o recém-nomeado patriarca pelo Imperador Aleixo I Comneno pudesse viver na cidade. Quando o exército da Primeira Cruzada apareceu diante dos muros de Antioquia, João foi preso pelo governador da cidade e submetido a tortura diante dos olhos dos cruzados. Após a conquista da cidade em junho de 1098, João foi libertado e reintegrado pelo líder espiritual dos cruzados, Ademar de Le Puy, como patriarca de Antioquia. Após a morte de Ademar, o normando Boemundo de Taranto estabeleceu-se como príncipe de Antioquia e se opôs a Aleixo I em 1099/1100, forçando João a deixar o patriarcado devido à sua suspeita de lealdade ao imperador bizantino. Boemundo selecionou um clérigo franco leal a ele, Bernardo de Valência, como novo patriarca, iniciando assim o Patriarcado Latino de Antioquia.
A influência ocidental na área foi finalmente encerrada com as vitórias dos mamelucos muçulmanos sobre os Estados Cruzados no século XIII. Em 1268 o Principado de Antioquia chegou ao fim com a brutal conquista da cidade pelos mamelucos, o que deixou a importância do patriarcado, juntamente com os cismas eclesiásticos entre Roma e Constantinopla e entre Constantinopla e Alexandria e Antioquia, isolado, fraturado e degradado. O patriarca latino foi para o exílio em 1268, e o cargo passou a ser apenas titular. O ofício ficou vago em 1953 e foi finalmente abolido em 1964.

### O cisma melquita de 1724
Em 1724, Cirilo VI foi eleito patriarca grego de Antioquia. Ele foi considerado pró-Roma pelo patriarca de Constantinopla, que se recusou a reconhecer a eleição e nomeou outro patriarca em seu lugar. Muitos melquitas continuaram a reconhecer a reivindicação de Cirilo ao patriarcado. Assim, a partir de 1724, a Igreja grega de Antioquia se dividiu na Igreja Grega Ortodoxa de Antioquia e na Igreja Greco-Católica Melquita. Em 1729, o Papa Bento XIII reconheceu Cirilo como o patriarca católico oriental de Antioquia e acolheu a ele e seus seguidores em plena comunhão com a Igreja Católica Romana.

## Renascimento do patriarcado grego
Em 1899, a fé do clero do Patriarcado Ortodoxo Grego de Antioquia se viu recompensada com a eleição de Melécio II Doumani, um piedoso ortodoxo árabe, que foi eleito para o trono antioquino. Seguiu-o Gregório IV Haddad, que reinou desde 1906 até 1928. Com sua administração e iniciativas voltaram as épocas boas, fazendo esquecer as horas negras do cinismo e intrigas políticas, com suas ocupações injustas. 
O patriarca Alexandre III (Tahan) ocupou o trono desde 1930 até sua morte em 1958, fez renovação profunda e influenciou grandemente para revitalização das paróquias e dos mosteiros. Talvez a mais importante destas renovações foi o renascimento jovem, que começou em 1942 por um grupo de jovens muito fervorosos. As principais formas desta renovação foram os estudos profundos da Bíblia e a participação na vida sacramental da Igreja. Esses renovados sentiram nessa renovação histórica um novo alento de um glorioso passado e uma tremenda contribuição na teologia cristã, na liturgia e na espiritualidade. O movimento da juventude Ortodoxa está centrado na melhor tradição do trono antioquino e brindou à Igreja uma brilhante educação de monges e monjas dentro dos mosteiros e fora deles.
O sucessor de Alexandre III foi o patriarca Teodósio VI (Abourjaili), que se manteve no trono antioquino desde 1958 até 1970. Em 1970 foi eleito Elias IV (Moawad), que lutou para consolidar a grandeza do trono antioquino, o fortalecimento da Fé e usou o poder de sua oratória e da atividade pastoral na administração.
Elias IV faleceu em 1979 e seu sucessor foi Ignatios IV, que faleceu em 2012 e substituído pelo atual patriarca, João X.

## Patriarcas atuais
Hoje, cinco Igrejas reivindicam o título de Patriarca de Antioquia. Três delas são Igrejas particulares católicas orientais autônomas em plena comunhão com o papa de Roma. Todos os cinco se consideram parte da herança antioquena e reivindicam o direito à Sé Antioquena por meio da sucessão apostólica, embora nenhum esteja atualmente baseado na cidade de Antáquia. Esta multiplicidade de patriarcas de Antioquia, bem como sua falta de localização em Antioquia, reflete a conturbada história do cristianismo na região, que tem sido marcada por lutas destrutivas e perseguições, principalmente desde a conquista islâmica. De fato, a população cristã nos territórios originais dos patriarcas antioquinos foi praticamente eliminada por assimilação e expulsão, com os atuais cristãos da região formando uma pequena minoria.
Os atuais patriarcas de Antioquia estão listados abaixo em ordem de ascensão ao cargo, do mais antigo ao mais recente.
- Inácio Efrém II, patriarca de Antioquia e Todo o Oriente. Ele é o chefe Supremo da Igreja Siríaca Ortodoxa, que faz parte da Comunhão Ortodoxa Oriental e usa a liturgia antioquina. Sua sede é baseada em Damasco, Síria.
- Inácio José III Yonan, patriarca de Antioquia e de todo o Oriente dos Sírios. Inácio José III é o líder da Igreja Católica Síria, uma Igreja Católica Oriental que está em plena comunhão com a Santa Sé da Igreja Católica Romana no Vaticano e usa a liturgia antioquena. A Sé está sediada em Beirute, Líbano.
- Bechara Boutros Rahi, patriarca maronita de Antioquia e de todo o Levante. A Igreja Maronita é uma Igreja Católica Oriental que está em plena comunhão com a Igreja Católica Romana e usa a liturgia maronita. Sua sede é baseada em Bkerké, Líbano.
- João X, patriarca ortodoxo grego de Antioquia e Todo o Oriente, eleito em 17 de dezembro de 2012. João X é o líder da Igreja Ortodoxa Antioquina e, portanto, um dos principais hierarcas da Igreja Ortodoxa. Sua sé está sediada em Damasco e utiliza a liturgia bizantina.
- José Absi, patriarca de Antioquia e Todo o Oriente, Alexandria e Jerusalém dos Melquitas Gregos. Ele é o líder da Igreja Greco-Católica Melquita, uma Igreja Católica Oriental que está em plena comunhão com a Igreja Católica Romana e usa a liturgia bizantina. Sua sede é baseada em Damasco.

A certa altura, havia pelo menos nominalmente um sexto pretendente ao Patriarcado. Quando os cruzados da Europa Ocidental estabeleceram o Principado de Antioquia, eles estabeleceram uma Igreja latina na cidade, cujo chefe assumiu o título de patriarca. Depois que os cruzados foram expulsos pelos mamelucos em 1268, o papa continuou a nomear um patriarca latino titular de Antioquia, cuja sede real era a Basílica di Santa Maria Maggiore em Roma. O último titular deste cargo foi Roberto Vicentini, falecido sem sucessor em 1953. O cargo em si foi extinto em 1964.

### Sucessão episcopal
Uma maneira de entender as inter-relações históricas entre as várias Igrejas é examinar sua cadeia de sucessão episcopal, isto é, a sequência de bispos que cada Igreja considera como predecessores do atual pretendente de cada Igreja ao patriarcado. Houve quatro pontos na história em que uma disputada sucessão ao patriarcado levou a um cisma institucional duradouro, levando às cinco Igrejas que existem hoje.
- Todas as cinco Igrejas reconhecem uma única sequência de bispos até 518. Nesse ano, Severo, que rejeitou o Concílio de Calcedônia, foi deposto pelo Imperador bizantino Justino I e substituído pelo calcedoniano Paulo, o Judeu, mas Severo e seus seguidores não reconheceram sua deposição. Isso levou a duas sequências rivais de patriarcas: Severo e seus sucessores, reconhecidos pelas duas Igrejas siríacas; e Paulo e seus sucessores, reconhecidos pelas Igrejas grega, melquita e maronita. Foram os sucessores de Paulo que foram reconhecidos como legítimos pelo Governo bizantino.
- Em 685, João Maron, que reconheceu a legitimidade de Paulo, o judeu e seus sucessores até que Bizâncio começou a nomear patriarcas titulares de Antioquia, terminando com Teófanes (681–687), eleito Patriarca de Antioquia pelo Exército maradita. O Imperador bizantino Justiniano II enviou um exército para desalojar João da Sé; João e seus seguidores retiraram-se para o Líbano, onde formaram a Igreja Maronita, cuja sucessão de patriarcas continua até os dias atuais. Os bizantinos nomearam Teófanes de Antioquia em seu lugar. Assim, havia agora três patriarcas rivais: aqueles que reconheceram Severo e seus sucessores, aqueles que reconheceram João Maron e seus sucessores e aqueles que reconheceram Teófanes e seus sucessores. Foram os sucessores de Teófanes que foram reconhecidos como legítimos pelo Governo bizantino.
- Em 1724, a Igreja que reconheceu Teófanes e seus sucessores elegeu como patriarca de Antioquia Cirilo VI Tanas, que defendia o restabelecimento da comunhão com a Igreja Católica Romana quebrada no Grande Cisma. No entanto, o patriarca de Constantinopla declarou inválida a eleição de Cirilo e nomeou Silvestre de Antioquia em seu lugar. Cirilo e Silvestre tiveram seguidores e continuaram a reivindicar o patriarcado. A Igreja Greco-Católica Melquita reconhece Cirilo e seus sucessores; a Igreja Ortodoxa Grega de Antioquia reconhece Silvestre e seus sucessores.
- Em 1783, uma facção dentro da Igreja que reconheceu Severo e seus sucessores elegeu Inácio Miguel III Jarweh, um bispo que já estava em comunhão com a Igreja Católica Romana, como patriarca de Antioquia. Pouco depois, outra facção, que rejeitava a comunhão com Roma, elegeu Inácio Mateus. Ambos tinham seguidores e ambos continuaram a reivindicar o patriarcado. A Igreja Ortodoxa Siríaca reconhece Inácio Mateus e seus sucessores; a Igreja Católica Siríaca reconhece Inácio Miguel e seus sucessores.

Assim, a sucessão reconhecida por cada Igreja é a seguinte:
- A Igreja Ortodoxa Siríaca de Antioquia reconhece a sucessão do Apóstolo Pedro a Severo, então reconhece Sérgio de Tella como sucessor de Severo em 544, então reconhece os sucessores de Sérgio até Inácio Jorge IV, então reconhece Inácio Mateus como sucessor de Inácio Jorge em 1783, então reconhece Inácio Mateus sucessores até Inácio Efrém II hoje.
- A Igreja Ortodoxa Grega de Antioquia reconhece a sucessão do apóstolo Pedro a Severo, então reconhece que Severo foi deposto em favor de Paulo o Judeu em 518, então reconhece os sucessores de Paulo o Judeu até Atanásio III Dabbas, então reconhece Silvestre de Antioquia como Atanásio III em 1724, então reconhece os sucessores de Silvestre até João X hoje.
- A Igreja Maronita reconhece a sucessão do Apóstolo Pedro a Severo, então reconhece que Severo foi deposto em favor de Paulo o Judeu em 518, então reconhece os sucessores de Paulo o Judeu até que Bizâncio começou a nomear Patriarcas titulares de Antioquia terminando com Teófanes (681–687), momento em que eles reconhecem a eleição de João Maron, então reconhecem os sucessores de João até Bechara Boutros al-Rahi hoje.
- A Igreja Greco-Católica Melquita reconhece a sucessão do Apóstolo Pedro a Severo, então reconhece que Severo foi deposto em favor de Paulo, o Judeu em 518, então reconhece os sucessores de Paulo, o Judeu até Pedro III, então reconhece Cirilo VI Tanas como o sucessor de Pedro III em 1724, então reconhece os sucessores de Cirilo VI até José Absi hoje.
- A Igreja Católica Siríaca reconhece a sucessão do Apóstolo Pedro a Severo, então reconhece Inácio Miguel III Jarweh como o sucessor de Severo em 1783, então reconhece os sucessores de Inácio Miguel III até Inácio José III Yonan hoje.